# 中小野田智己
中小野田智己（なかおのだ ともみ、1970年（昭和45年）3月30日 -）は、日本の囲碁棋士。鹿児島県出身、安藤武夫七段門下、日本棋院東京本院所属。竜星戦、JT杯星座囲碁選手権戦準優勝など。

## 経歴
1980年院生。1984年初段。同年二段。1985年三段。1986年棋聖戦三段戦優勝。1991年日中囲碁交流訪中団。1992年五段。1993年新鋭トーナメント戦準優勝。1997年七段。1996年、竜星戦とJT杯星座囲碁選手権戦で準優勝。1999年八段。2002年棋聖戦リーグ入り。2003年九段。2005年世界囲碁選手権富士通杯に出場、1回戦で李世乭に敗れる。同年碁聖戦ベスト4、王座戦挑戦者決定戦進出。2008年本因坊戦リーグ。2010年碁聖戦ベスト4。2015年Over40早碁トーナメント戦ベスト4、棋聖戦Cリーグ参加。

### 主な棋歴
- 新鋭トーナメント戦 1993年準優勝 1993年
- 竜星戦 準優勝 1996年
- JT杯星座囲碁選手権戦 準優勝 1996年
- 棋聖戦
  - 1986年 三段戦優勝、
  - 2002年 棋聖戦リーグ 1-4
  - 2015年 Cリーグ 3-2
- 本因坊戦リーグ 2008年 1-6
- 日中囲碁交流 1991年 4-3（○王亦民、○楊暉、×馬石、○呉肇毅、×劉菁、×邵煒剛、○常昊）